# 篁破幻草子
《篁破幻草子》，結城光流著、四位廣貓插畫的輕小說。作者結城光流的出道作。

## 簡介
以平安時代真實人物小野篁為主角的奇幻小說，描述了《少年陰陽師》前兩百年的故事。由角川書店角川Teens Ruby文庫出版1至2卷後，由角川Beans文庫重新出版，全5卷。由於2卷到3卷出版之間有3年的間隔，雖然書中只經過一年，但主角篁的外貌有了較大的變化。
第3、第4兩卷進行了Drama化。
由插畫四位廣貓執筆，繪製了原創情節的漫畫《月夜螢思》，由長鴻出版社出版。

## 登場人物

### 主要人物
- 小野篁（おののたかむら）（声優：谷山紀章）

本作的主角，第一卷跟第二卷登場時是１７歲，第三卷是１８歲。
小野岑守的兒子，人類的身體卻擁有強大的靈力，自幼就有著卓越的見鬼之力。
無法忘懷襲擊自己的妖怪攻擊了如同自己母親般的人，五年前跟父親借著共同修行的藉口遠赴陸奧。有著跟性别無關的美貌，經常冒出欠缺思慮又惡毒的話，只有從小關係好的融知道這個惡習。
非常疼愛妹妹楓。常常暗中解決掉别人送给楓的禮物，要不就是謊稱「不知道是誰送的」，頗有歇斯底里的護妹傾向，兩人是完全沒有血缘關係的兄妹。
在篁十五歲起，作為“冥府官吏”守護著都城。配有家傳寶刀「狹霧丸」與魔弓「破軍」，每天夜里都持著這兩項至寶在街上巡邏抓鬼，在融不知情的時候，常常唬爛說有青衣鬼出沒，然後要去除鬼，不過事實上退鬼就是他的工作。
不擅长应付的人是他的父亲、長官燎琉，還有當今的天皇神野三人。配下為禁鬼。
背負的星宿為北斗七星第七星•破軍星中的正之破軍［勇猛果敢，重仁重義，據說為了貫穿正義即使犧牲生命也在所不惜］，因為破軍的星宿遭到扭曲而讓最愛的妹妹以及朋友陷入危險的境地。在言行舉止上雖然不曾表現出来，實際上本人非常在意這件事情。
- 橘融（たちばなのとおる）（声優：鳥海浩輔）

橘有茂的兒子，篁青梅竹馬的好朋友，背負的星宿為北斗七星第五星•廉貞星［擁有抑制破軍的特性］。
第一卷與第二卷時１７歲，第三卷時１８歲
擁有能夠忍受有著詭異嗜好的篁的超群忍耐力，對篁来說，融是很重要的存在。認真開朗的有為好青年，個性太單純，屬於天兵那一型，所以常常被篁罵，融本人並沒有發現自己的體質不只是人，就連妖怪都很喜歡他。篁時常得揮手把停在融肩膀上的雜鬼给趕下去。
五歲的時候在宇智山庄和篁相識，小時候的融很怕生，擔心的父母希望他能夠和篁成為好朋友看會不會改進，小時候沒有見鬼能力，不過和篁相處成為冥府一員之後，似乎就能夠看到鬼了。 在小說第四集時，燎琉將跟融的星宿一樣名字的「廉貞」劍借給了他。
第四卷中，皇后將貼身女官彩乃嫁給了他，不過因為彩乃的祖母突然過世，必須守孝，所以婚事延後。而在作者另一部作品少年陰陽師中的安倍若菜(舊姓:橘)是他的子孫

### 關係者
- 小野楓（おののかえで）（声優：千葉紗子）

篁最愛的妹妹，但本人並不知道自己其實與篁並沒有血緣關係，其實她是橘有茂以及小野岑守的好朋友·勝長的獨生女，由於被陷害而流放，在丈夫死後，其妻春日帶著楓到平安都找有茂及岑守，當時岑守的妻子園生已故，所以對外聲稱再續弦春日，收容母女倆，但是春日天生體態就不好，不久便過世了。心地溫柔，總是擔心著兄长的事情。愛慕著兄長，祈禱著他能夠得到幸福。因為朱焰的妖氣，生命力被漸漸削弱，所以只能長期臥床。命中帶有與篁呈現互補關係的文曲星。背負的星宿為北斗七星第四星•文曲星［擁有療癒破軍的特性］,是前任文曲之魂的額田王之轉世。
- 珠貴（たまき）（声優：植原みゆき）

幼時照顧篁的女官，擁有見鬼之力。一次中，為了保護篁而被妖怪而殺。背負的星宿為北斗七星第二星•巨門星［保護破軍星］。
- 小野岑守（おののみねもり）（声優：野島昭生）

篁與楓的父親。
- 橘有茂（たちばなのありしげ）（声優：飯島肇）

融的父親。
- 兵部卿宮・將義（声優：浦田優）
- 葛城貴仁（声優：原一夫）
- 鷹司守繼（声優：森岳志）

- 酒人内親王（さこうどないしんのう）（声優：加藤英美里）

井上皇后的女兒。
- 彩乃

照顧嘉智子皇后的女官，一直愛慕著融。
- 神野

當今天皇——今上帝，神野為繼位前的名字，擁有高強的靈力，明知道篁的本性，卻還是讓他當侍從。是能讓篁沒輒的其中一人，本性平易近人。
- 嘉智子

是當今天皇的皇后，也是融的姑姑。為橘氏的人，所以是今上帝的「形代」。
- 深風姫（声優：又吉愛）

是朝原內親王與隨侍人所生的女兒，酒人內親王的孫女、井上皇后的末裔。擁有強大的靈力，天生不具備語言能力，但是其所想表示的語言融卻感受的到。對任何事都很平靜。真實身分是珠貴的轉世,背負的星宿為北斗七星第二星•巨門星。

### 冥府
- 閻羅王太子・燎琉（えんらおうたいし・かがる）（声優：千葉進歩）

在冥府中，是篁的上司，常常把篁玩弄於股掌中，還有戲弄他的舉動，不過還是很在意篁今後的事情。當篁陷入絕境，總是會出手相助的。在容易親近的表象反面，也隱藏著許多的謎。背負的星宿為北斗七星第一星•貪狼星［制衡破軍的力量］。
- 閻羅王子・陸幹（えんらおうじ・くがみ）（声優：今井由香）

是閻羅王的第三個兒子，流著與燎琉一樣的血統的兄弟。雖然老練又機靈，但是性格還是頗為直率的，與篁和融的關係很好。站在冥府王族的立場上，所以無法干涉人類的事情，但是很掛念篁的命運。簡簡單單就能夠擠進冥府禁軍的五大高手之中，是個很會使用劍技的高手。
- 閻羅王（えんらおう）（声優：大林隆介）

- 雷信（らいしん）(声優:野島健兒）

從屬於閻羅王的“禁鬼”之一。能夠操縱雷電，守護著篁。常常戴著假面具的，真實身分是與篁同時出生的哥哥·筱，為了保護篁而死去，燎琉使他成為禁鬼。其實是背負的星宿為北斗七星第三星•祿存星［擁有安撫破軍的特性］。
- 萬裡（ばんり）（声優：小林由美子）

篁配下的禁鬼之一，有著雙角。
是個活潑的女孩子，跟融的關係很好，看起來很年輕，實際年齡只比炯華小。
- 清嵐（せいらん）（声優：鈴木達央）

禁鬼之一，擁有單角。
體格優良，常常跟萬裡一起行動。
- 玻凜（はりん）（声優：不明）

禁鬼之一，擁有雙角，能力是治愈的能力。
外表是正值青春年華的妙齡女性，在禁鬼中看起来年紀最年長，事實上比炯華還小。
- 炯華（けいか）（声優：不明）

禁鬼之中擁有操縱火炎的能力。
外表示不到十歲的小孩子模樣，而且言行舉止也是小孩子，不過事實上卻是所有人中年紀最大的。

### 朱焰篇
- 井上（いのえ）（声優：黒河奈美）

原為光仁帝的妻子，被桓武帝陷害，與兒子他戶親王關在牢裡喝下毒酒而死，怨恨使她回來，拼命的要詛咒皇室。
- 朱焰（しゅえん）（声優：中田讓治）

擁有一半破軍之魂的妖怪，想得到篁的魂魄，讓自己完全復活。真實身分是天武天皇,而井上皇后是他僅存的後代,想從天智家系手上奪回王位。但最後才發現要奪回的並不是王位，而是自己最愛的人。
- 太慎（たいしん）（声優：成田劍）

本質為人，卻擁有強大的靈力。成為修行者之前的俗名為慎宣，跟珠貴是青梅竹馬。七年前在陸奧將破軍之弓交給篁，並教他的人。因為曾經跟珠貴有過約定，約定要將破軍的星宿糾正。阻擊廉貞星、擊落文曲星就是為了讓篁了解黑暗，因為太慎認為要抑制黑暗就要先了解黑暗，因此投入朱焰一方。背負的星宿為北斗七星第六星•武曲星［引導破軍星］。

## 小說
| 卷數         | 日本發行日期  | 日文標題 | 台灣發行日期  | 中文標題 |
| ------------ | ------------- | -------- | ------------- | -------- |
| 第1卷        | 2002年9月18日 |          | 2011年5月9日  | 仇野之魂 |
| 第2卷        | 2002年9月18日 |          | 2011年9月13日 | 狂神覺醒 |
| 第3卷        | 2005年4月1日  |          | 2012年1月16日 | 幽深宿命 |
| 第4卷        | 2006年4月1日  |          | 2012年5月15日 | 六道鬼泣 |
| 第5卷 (完結) | 2007年6月1日  |          | 2012年9月10日 | 輪回幻夢 |

## 漫畫
| 卷數   | 日本發行日期  | 日文標題 | 中文標題 |
| ------ | ------------- | -------- | -------- |
| 全一卷 | 2001年2月17日 |          | 月夜螢思 |

## 外部連結
- 結城光流Official Site-狹霧殿 （页面存档备份，存于）